# Přes palubu
Přes palubu (anglicky Overboard) je americká romantická komedie z roku 1987 režiséra Garyhho Marshalla s Goldie Hawnovou a Kurtem Russellem v hlavní roli.

## Děj
Snímek vypráví příběh bohaté rozmazlené ženy Joanny Staytonové, která se svým bohatým a znuděným manželem cestuje po světě ve své luxusní jachtě. V jednom malém americkém přístavu si objedná místního chudého truhláře Deana Proffitta kvůli přestavbě nábytku v její ložnici na lodi. Truhlář svoji práci provede, ale Joanna mu za práci vůbec nic nezaplatí, navíc ho velmi arogantně shodí i s jeho nářadím do moře (muž přes palubu poprvé). Nicméně ona sama týž den večer po půlnoci odejde na palubu hledat svůj ztracený prstýnek a poryvem větru, vzedmutím vln a díky své neopatrnosti i ona sama spadne do moře, aniž by si toho kdokoliv všiml (přes palubu podruhé). V moři ji náhodou objeví loď na odpadky, která ji zachrání. Žena však trpí ztrátou paměti, takže je umístěna do místní psychiatrické léčebny. Místní televize ukazuje její fotografii ve vysílání s výzvou, aby se přihlásili její příbuzní. Její bohatý manžel Grant jí v léčebně navštíví, ale neodvede si ji. Když zjistí, že ztratila paměť, nechá ji tam a může si užívat volnosti. Výzvy v televizi si všimne i Dean (je osamělý vdovec) a pojme plán, že Joannu odvede z léčebny pryč pod záminkou, že je jeho manželka Annie a matka jeho 4 synů. Chce se jí pomstít za nezaplacenou práci, což se mu nakonec podaří.
Joanna se na nic nepamatuje, Dean se jí snaží namluvit, že je zvyklá ho obsluhovat a chodit kolem dětí. Joanna se dlouhodobým pobytem v jeho rodině nakonec zcela změní a stane se z ní milující a chápající adoptivní matka i Deanova milující partnerka. Měnit se začne i přístup Deana a jeho dětí, které si ji zamilují.
Problémy nastanou poté, co se rozvzpomene, kdo vlastně doopravdy je. Nicméně příběh končí happyendem, Joanna opustí svého manžela i svojí luxusní loď (skočí přes palubu) a vrátí se k Deanovi.

## Remake
Premiéra amerického remaku s názvem Manžel na zkoušku s Annou Faris a Eugeniem Derbezem v hlavní roli, byla stanovena na 13. dubna 2018. Derbez hraje bohatého muže s mexické rodiny, který spadne ze své jachty a přivodí si také amnézii. Faris hraje svobodnou matku, která ho přesvědčí, že je jeho manželka.
Film má také bollywoodskou verzi s názvem Ek Ladka Ek Ladki, ve které hlavní role hrají Salman Khan a Neelam Kothari.